# Йер-Уэст (кантон)
Йер-Уэст (фр. Hyères-Est) — упразднённый кантон на юго-востоке Франции, в регионе Прованс — Альпы — Лазурный Берег (департамент — Вар, округ — Тулон). Впервые кантон образован в 1997 году в качестве административного центра для части города Йер.

## Состав кантона
До марта 2015 года включал в себя часть коммуны Йер, площадь кантона — ? км², население — 25 870 человек (2012), плотность населения — ? чел/км².
| Коммуна | Французское название | Площадь, км²                 | Население, чел. (2012)         |
| ------- | -------------------- | ---------------------------- | ------------------------------ |
| Йер     | Hyères               | Кантон: — ? (всего — 132,28) | Кантон: 25 870 (всего: 55 402) |

29 марта 2015 года кантон официально упразднён согласно директиве от 27 февраля 2014.